# Callipepla
Callipepla là một chi chim trong họ Odontophoridae.

## Hình ảnh

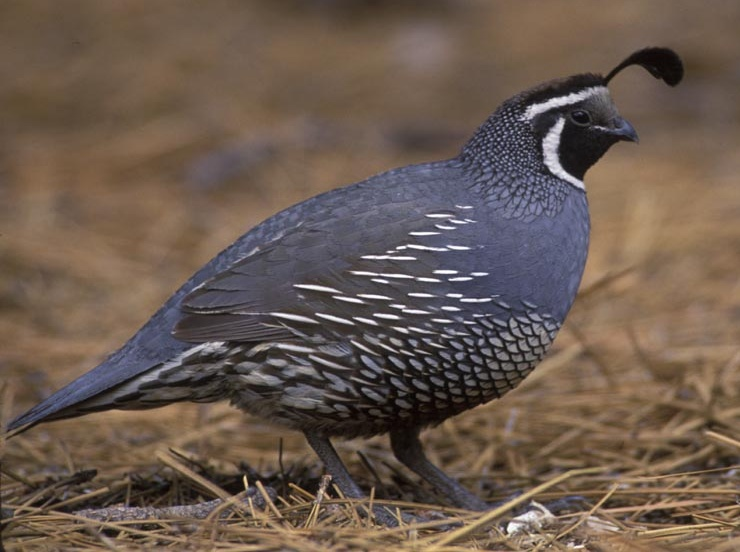
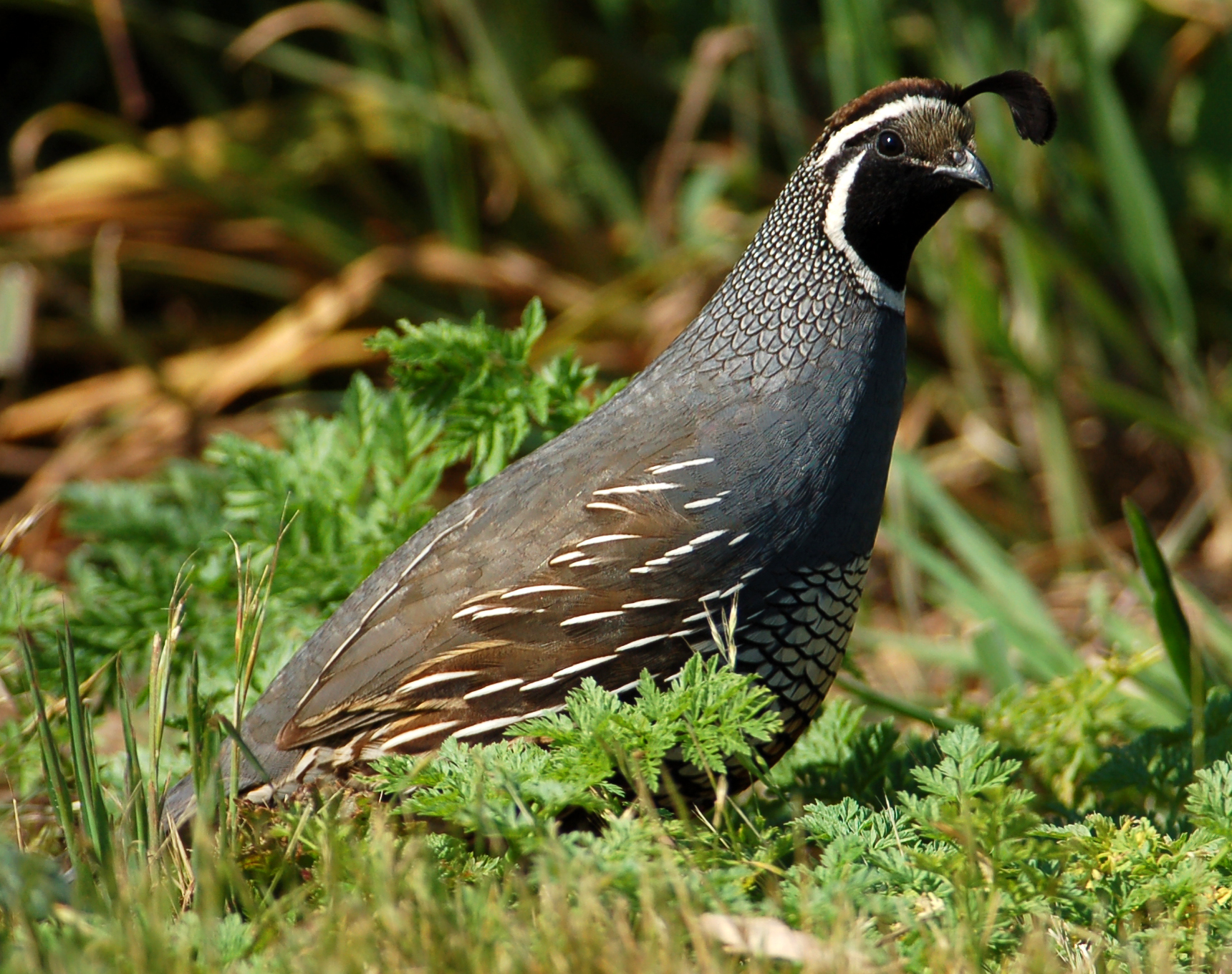
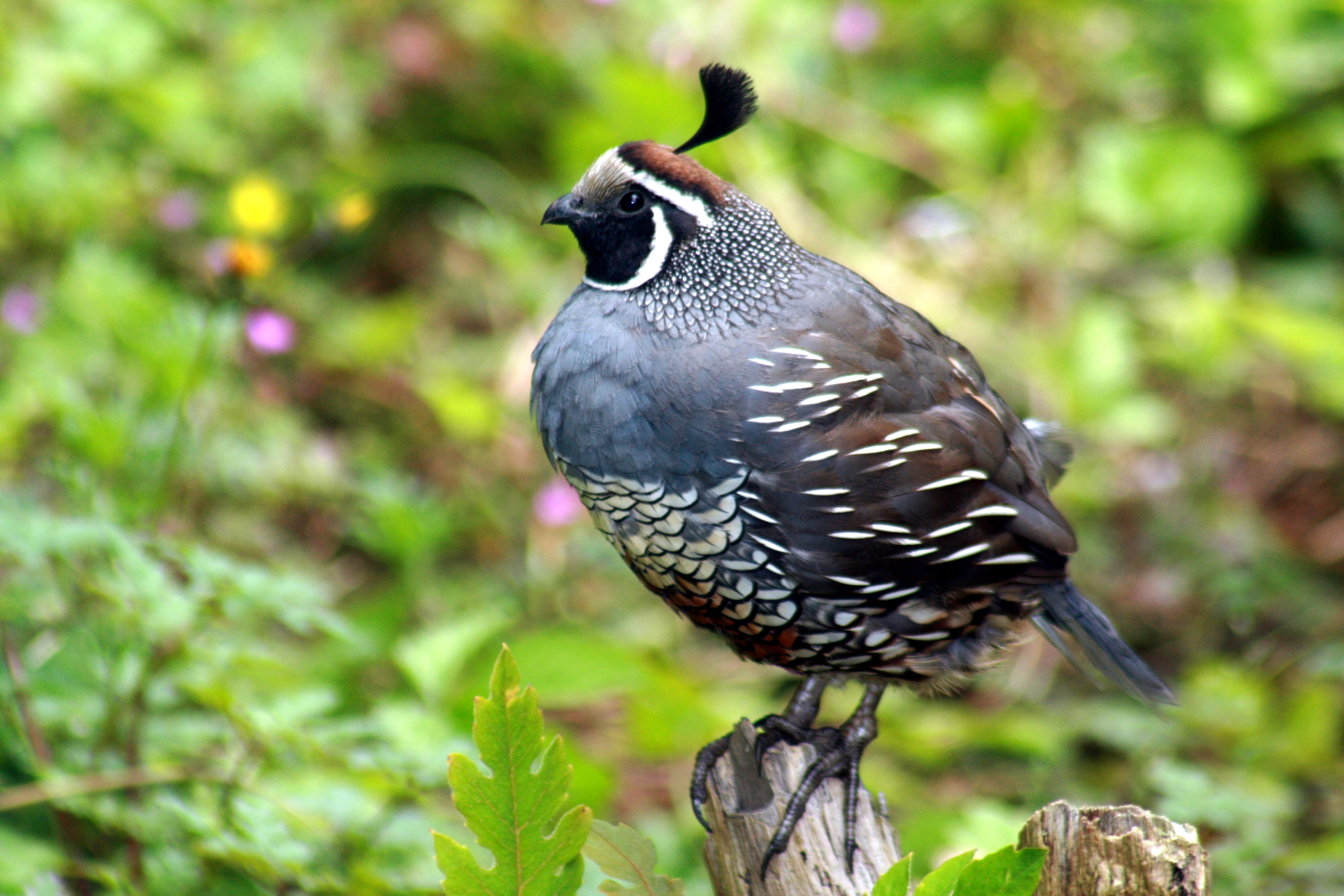
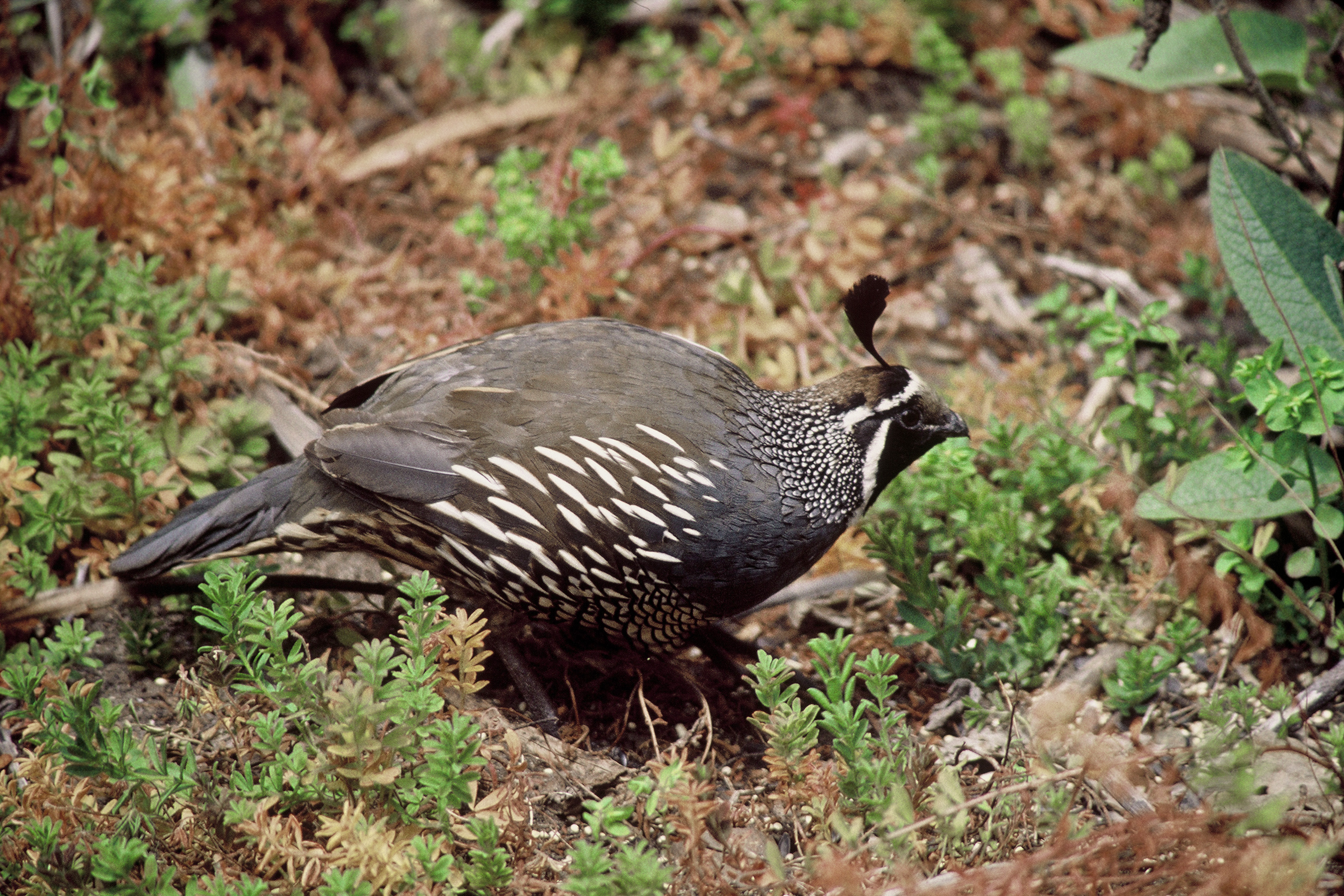
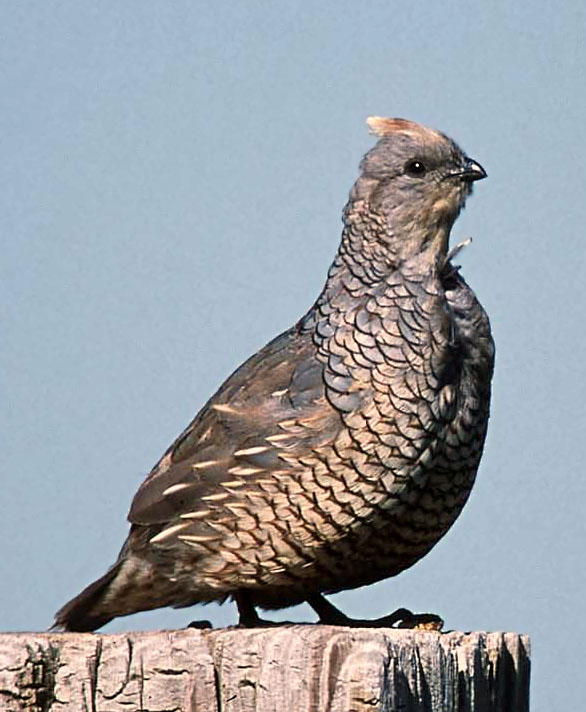